# Bokochód kroczeń
Bokochód kroczeń (Xysticus kochi) – gatunek pająka z rodziny ukośnikowatych.

## Taksonomia
Gatunek ten opisany został w 1872 przez Tamerlana Thorella.

## Opis

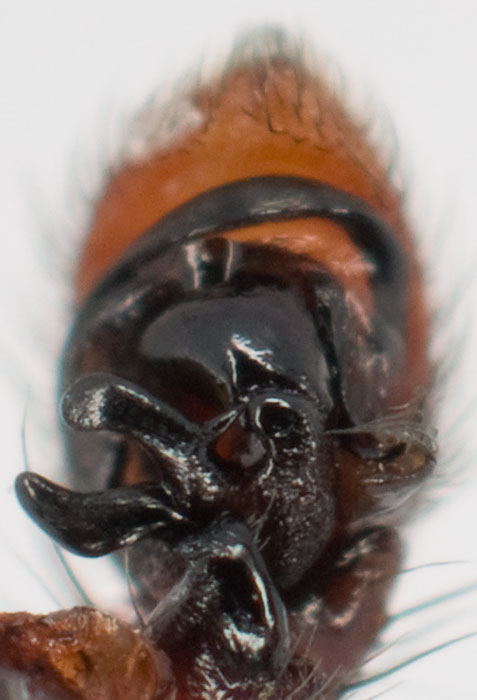
Buławka płciowa na nogogłaszczku samca

Samce osiągają od 3,9 do 5,4 mm, a samice od 4,4 do 10,8 mm długości ciała. Karapaks zmierzony u 12 samców miał od 2,01 do 2,86 mm długości i od 1,99 do 2,63 mm szerokości, a u 20 samic od 2,44 do 3,58 mm długości i od 2,38 do 3,57 mm szerokości. Ubarwienie karapaksu jest jasnorudobrązowe u samic i ciemnobrązowe u samców, czasem żółtawobrązowo marmurkowane, z szeroką przepaską środkową barwy żółtawobiałej, na której przedzie leży duży, klinowaty znak koloru szarawobrązowego z ciemnym czubkiem. Ponadto na karapaksie występują często ciemne do czarnych paski, a u samca oczy są białawo obrzeżone. Szczękoczułki są u samca brązowo, szarobrązowo i żółtawobiało, zaś u samicy tylko żółtawobiało nakrapiane; na przedzie zaopatrzone są w silne kolce. Podługowato-owalne sternum ma rzadko rozmieszczone kolce. Barwa sternum u samca jest jasnożółtawobrązowa z ciemnymi kropkami, zaś u samicy żółtawobiała do jasnobrązowej z brązowożółtymi brzegami. Odnóża kroczne mają mocne kolce. Barwa odnóży samca jest brązowawa w części dosiebnej i jasnożółtawa w części odsiebnej, zaś samicy żółtawobiała z brązowymi liniami i kropkami. Opistosoma (odwłok) ma wierzch zmiennie ubarwiony, jednak zawsze z jasnobrązowo-ochrowym znakiem w kształcie liścia na ciemnym tle.
Nogogłaszczki samca mają krótką goleń z dwiema apofizami: ściętą na szczycie retrolateralną i zaopatrzoną w dwa małe ząbki na górnej krawędzi wentralną (brzuszną). Buławka płciowa samca ma apofizy nieco ku sobie zakrzywione, przypominające cęgi. Apofyza medialna jest podzielona na dwie gałęzie: bazalną i dystalną. Embolus w końcowej ⅓ jest silnie rozszerzony, a jego wierzchołek robi jedną pętlę i niekiedy ostro się zakrzywia na lejkowatym wgłębieniu tutaculum.
Samica ma płytkę płciową z sercowatym przedsionkiem tylko w przedniej połowie podzielonym przegrodą, otworami kopulacyjnymi położonymi przednio-bocznie oraz beleczką między rowkami w około połowie tak szeroką jak jeden rowek. Przewody kopulacyjne są szerokie, poprzeczne i kieszeniowate. Wulwa ma szerokie i pomarszczone tło rowków płytki płciowej. Zakrzywione zbiorniki nasienne mają silnie zesklerotyzowane wierzchołki.

## Występowanie i biologia
Pająk palearktyczny, znany z Portugalii, Hiszpanii, Wielkiej Brytanii, Francji, Belgii, Holandii, Niemiec, Danii, Szwecji, Norwegii, Finlandii, Szwajcarii, Austrii, Włoch, Estonii, Litwy, Łotwy, Polski, Czech, Słowacji, Węgier, Białorusi, Ukrainy, Słowenii, Chorwacji, Bośni i Hercegowiny, Mołdawii, Rumunii, Bułgarii, Serbii, Czarnogóry, Macedonii, Albanii, Grecji, Rosji, Turcji, Gruzji, Armenii, Azerbejdżanu i Azji Środkowej. Zasięg pionowy dochodzi do 2100 m n.p.m.
Gatunek pospolity. Zasiedla suche łąki i lasy. Bytuje na niskich roślinach i powierzchni gruntu. Dojrzałe samce są aktywne od marca do września, zaś samice od marca do października.